# Aphamartania marga
Aphamartania marga là một loài ruồi trong họ Asilidae. Aphamartania marga được Pritchard miêu tả năm 1941. Loài này phân bố ở vùng Tân nhiệt đới.